# روفیا (کومونه)
روفیا (به ایتالیایی: Ruffia) یک کومونه در ایتالیا است که در استان کونیو واقع شده‌است.

## خصوصیات
روفیا ۷٫۶ کیلومترمربع مساحت و ۳۳۷ نفر جمعیت دارد.